# Rune Nilsson
Jon Rune Arnold Nilsson, född 13 april 1927 i Hovmantorp, Kronobergs län, död 1996, var en svensk målare.
Han är son till småbrukaren Gustav Edvin Albin Nilsson och Emma Dorotéa Larsson. Nilsson studerade vid Valands målarskola i Göteborg 1953-1958 och vid Konsthögskolan i Stockholm. Tillsammans med Ulf Aschan ställde han ut på Smålands museum och på Galleri spegeln i Växjö 1959. Han var representerad i utställningen Ungt småländskt måleri som visades på Smålands museum. Hans konst består av ett formupplösande kraftigt färgmåleri som leder tankarna mot Göteborgskoloristerna. Nilsson är representerad vid Smålands museum och Smålands konstarkiv i Värnamo. 